# Calle de Hilarión Eslava
La calle de Hilarión Eslava es una vía pública de la ciudad española de Madrid, situada en el barrio de Gaztambide, distrito de Chamberí.

## Descripción
La vía nace de la calle de la Princesa y llega hasta la de Cea Bermúdez, donde entronca con la de San Gabriel. Honra con el título a Miguel Hilarión Eslava Elizondo (1807-1878), sacerdote, compositor y musicólogo natural de la localidad navarra de Burlada. Aparece descrita en Las calles de Madrid (1889) de Hilario Peñasco de la Puente y Carlos Cambronero con las siguientes palabras:

Don Hilarión Eslava. Comienza en la prolongación de la calle de la Princesa y termina en el campo. Es de apertura moderna. D. Miguel Hilarión Eslava nació en Burlada (Navarra) en 1807. Fué maestro de capilla de las catedrales de Osuna y Sevilla y de la Real Capilla de Madrid. En 1841 se representaron en Cádiz tres óperas suyas: El Solitario, La tregua de Tolemaida y Pedro el Cruel. Ha compuesto un método de solfeo y gran número de misas y obras religiosas de indisputable mérito, dedicándose durante muchos años al estudio de la música antigua.
(Peñasco de la Puente y Cambronero, 1889, p. 192)

El cronista de Madrid Pedro de Répide, por su parte, la describirá medio siglo después como «larga calle, cuyo trayecto, como el de sus paralelas inmediatas, permanece sin urbanizar y hasta sin abrir en gran parte, atravesando los campos del Cerro del Pimiento». Y añade que su único atractivo es el «hotelito mudéjar que se alza en el número 5. Allí escribió sus postreras obras y allí murió el 4 de enero de 1920, el gran D. Benito Pérez Galdós».

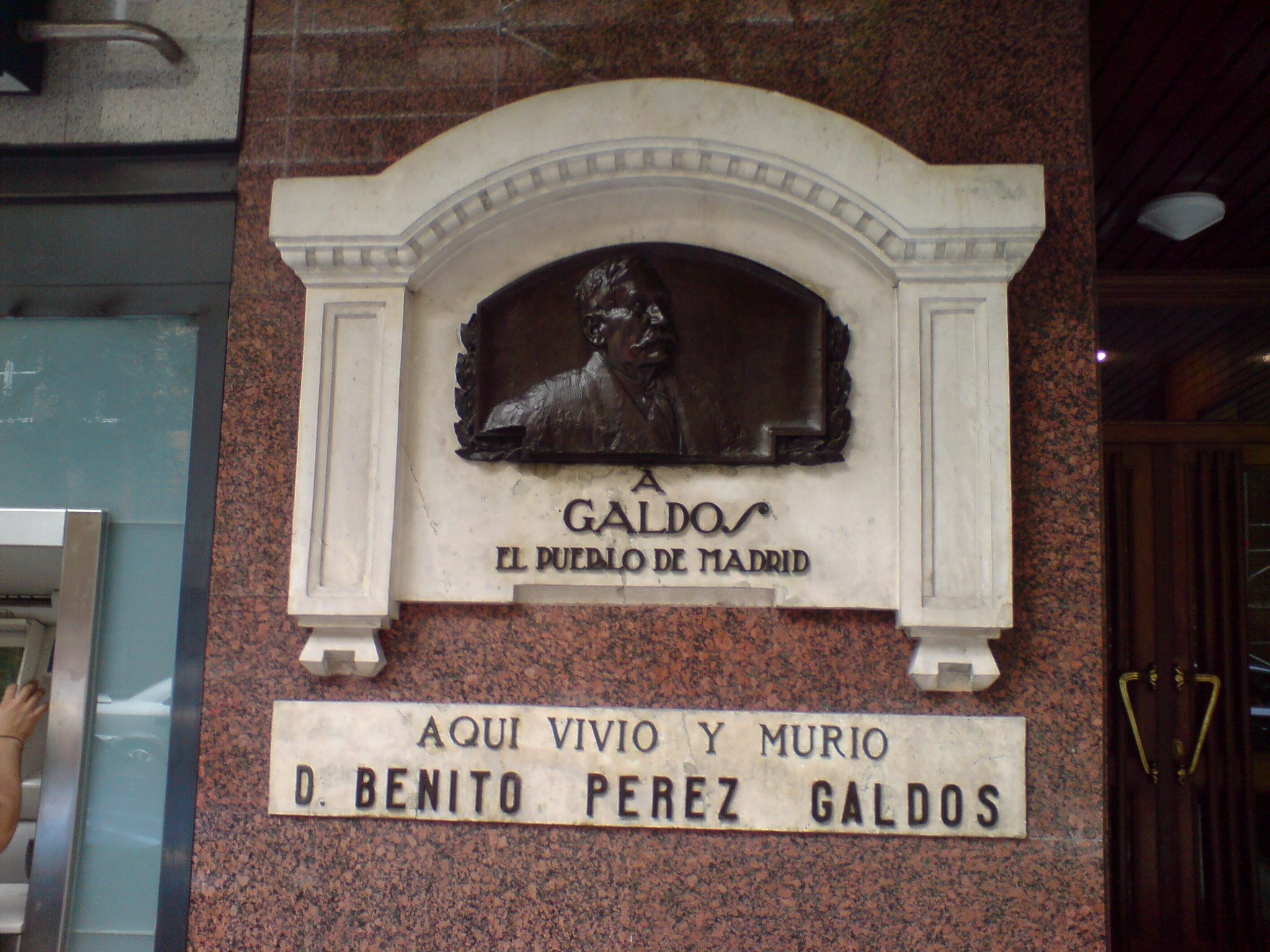
Placa dedicada a Galdós en el lugar donde estuvo su última casa, en la calle de Hilarión Eslava.

### La muerte de un vecino
«Cuando Galdós murió, el pueblo de Madrid, instintivamente, sintió que algo suyo desaparecía». Tras 48 horas de capilla ardiente, primero en su propia casa y luego en el Patio de Cristales del Ayuntamiento, el 5 de enero partió hacia el cementerio de la Almudena la comitiva oficial del entierro, una columna silenciosa y oscura que fue creciendo cuando medio pueblo de Madrid se unió a ella para acompañar al paseante en su último viaje. El abuelo que contaba historias que ellas podían entender y sentir, el hermano escritor que las había inmortalizado con muy diversos nombres y sentimientos, emprendía aquella fría tarde su último viaje.

## Otros edificios

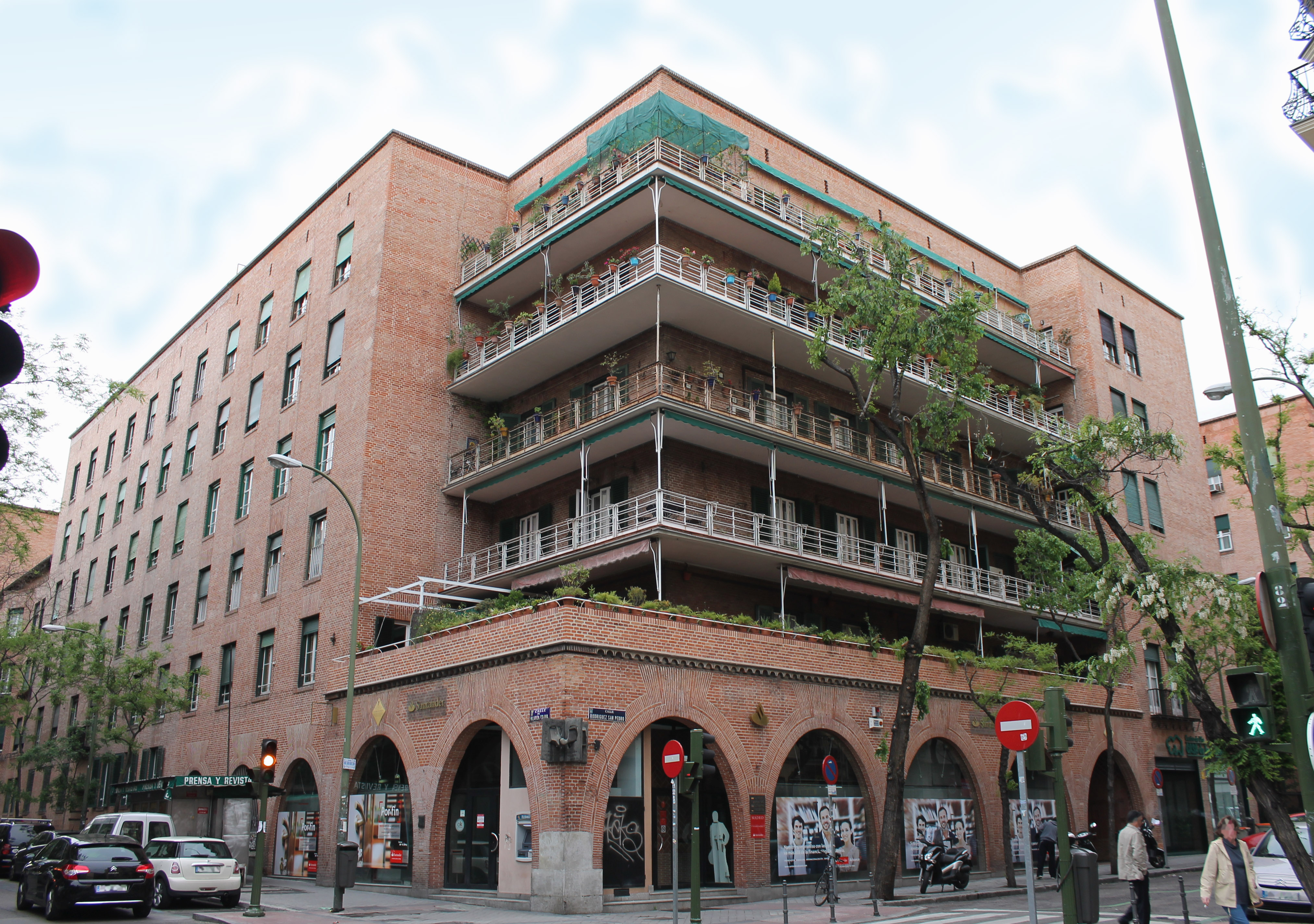
Casa de las Flores
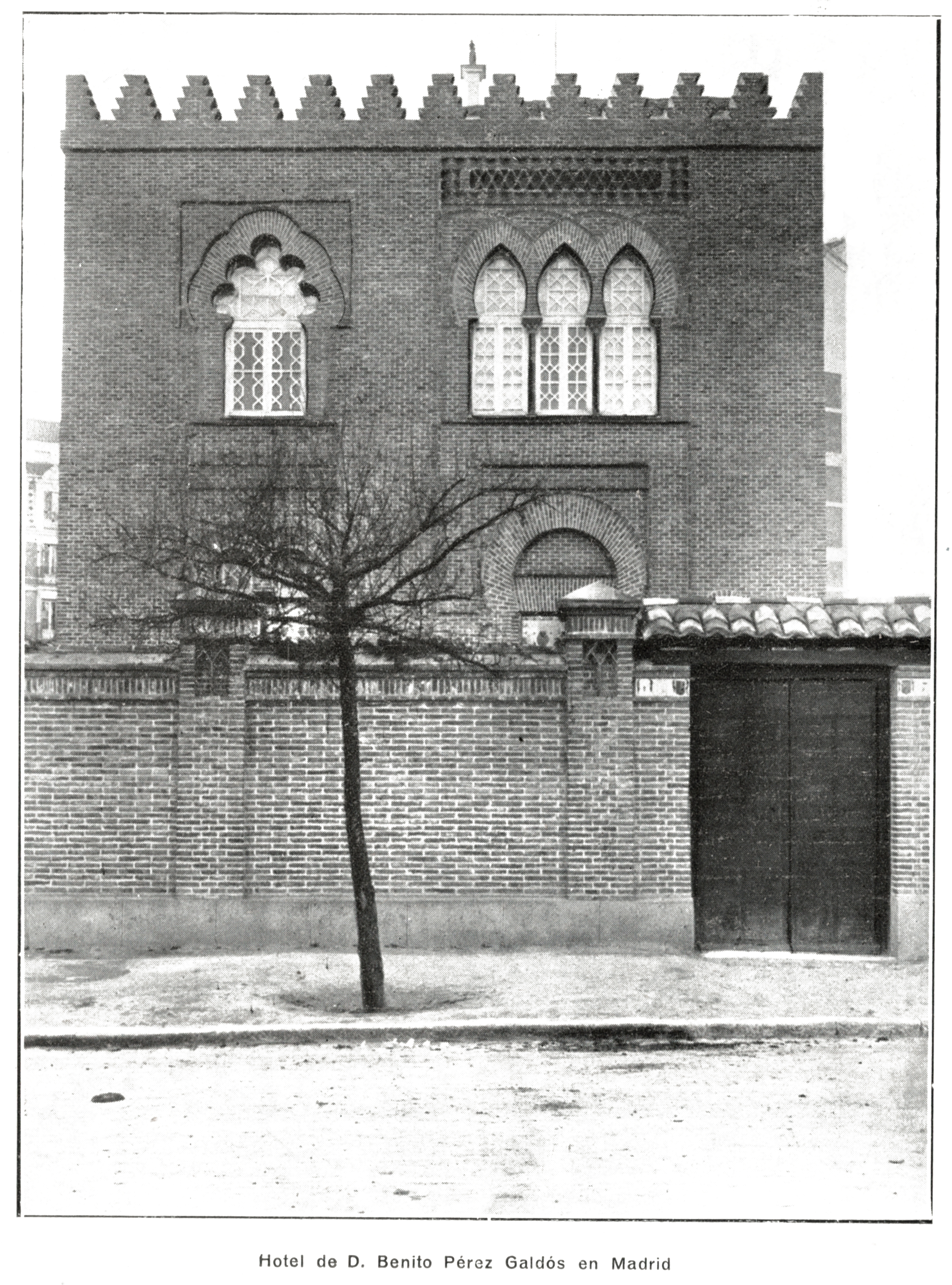
Dibujo del hotelito mudejar de Galdós, publicado en "Nuevo Mundo" (1925).